# Distrito Regional de Sunshine Coast
O Distrito Regional de Sunshine Coast (enumerado como 28) é um dos 29 distritos regionais da Colúmbia Britânica, no oeste do Canadá. O distrito está localizado na costa sul da Colúmbia Britânica, através do Estreito de Geórgia a partir da Ilha de Vancouver. Os escritórios distritais regionais estão localizados no município de Sechelt.